# Peplacris recutita
Peplacris recutita är en insektsart som beskrevs av Rehn, J.A.G. 1942. Peplacris recutita ingår i släktet Peplacris och familjen Tristiridae. Inga underarter finns listade i Catalogue of Life.